# Siemens Vectron

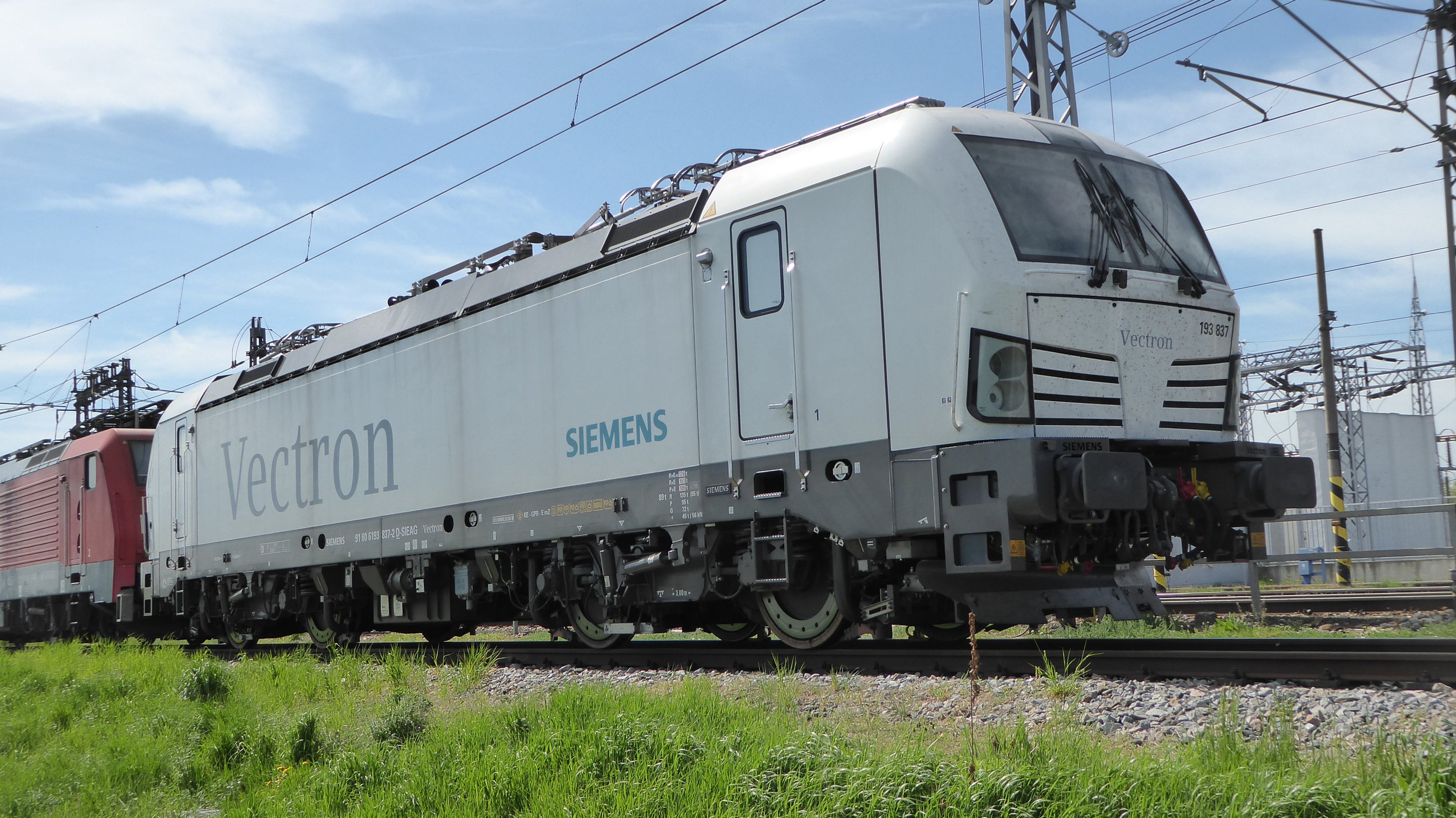
Vectron MS (193 837) a l'anell de proves ferroviàries de Velim

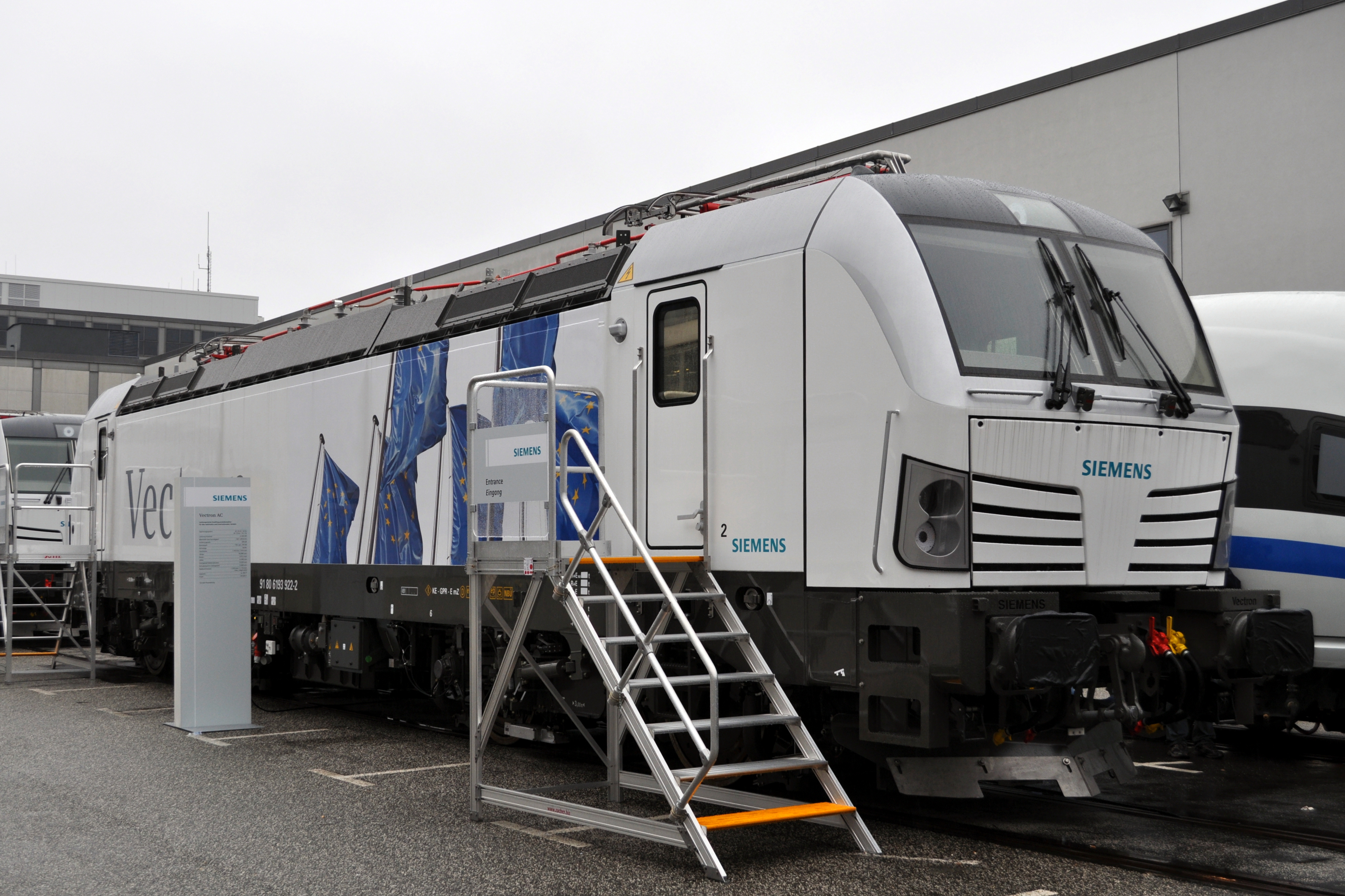
Vectron AC (193 922) a InnoTrans 2010 a Berlín

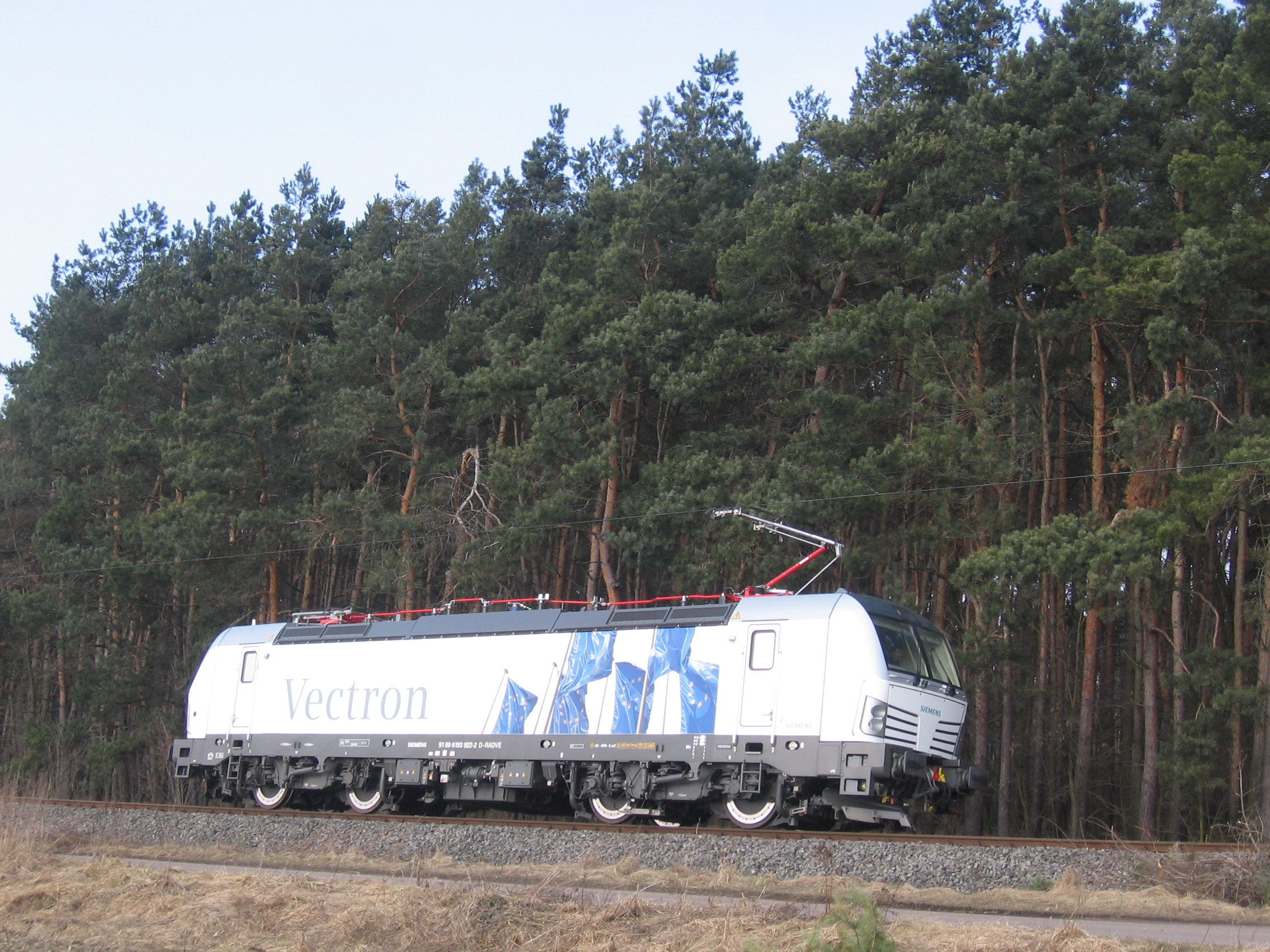
Vectron AC (193 922) a l'anell de proves ferroviàries de Velim

La locomotora Siemens Vectron és un vehicle de la família de locomotores del fabricant alemany de vehicles ferroviaris Siemens Mobility, que substitueix la locomotora elèctrica EuroSprinter i les famílies EuroRunner dièsel-elèctriques o el seu desenvolupament Siemens ES 2007. Tant les locomotores elèctriques com les dièsel-elèctriques es tornaran a construir a la plataforma. Les designacions de la sèrie per a les diverses variants de Vectron a Alemanya són de 6191 a 6193 per a l'elèctrica o 1247 per a la dièsel-elèctrica i 2248 per a la variant bi-modal i ja s'utilitzen. El preu d'una Vectron oscil·la entre els tres i els cinc milions d'euros, segons l'equipament (versió dièsel / elèctrica / multisistema).
A principis de maig de 2020, s'havien venut 1003 locomotores Vectron a 49 clients. En aquell moment, les locomotores lliurades havien cobert més de 300 milions de quilòmetres de flota.

## Premis
Siemens Vectron va rebre el premi a la innovació de la Privatbahn Magazin el 2010/2011.

## Història
Siemens Mobility va presentar el nou llançament de la nova família de productes Vectron el 29 de juny de 2010 al centre de proves de Wegberg-Wildenrath com a successor de la plataforma EuroSprinter, però només com a locomotora elèctrica en aquell moment. A Innotrans 2010, Siemens va presentar una variant dièsel anomenada Vectron DE.
El març de 2018, Siemens va presentar una versió no configurable i més barata de la locomotora per al mercat alemany amb el nom de Smartron.
La locomotora dual Vectron es va presentar a Innotrans 2018, i la primera locomotora (248 001) es va presentar al públic en març de 2019. La locomotora de dos motors també substitueix la Vectron DE, que s'extingeix per manca de demanda.
A finals del 2019, Vectron ha estat aprovada per operar amb ETCS amb Baseline 3 a Alemanya.

## Descripció tècnica

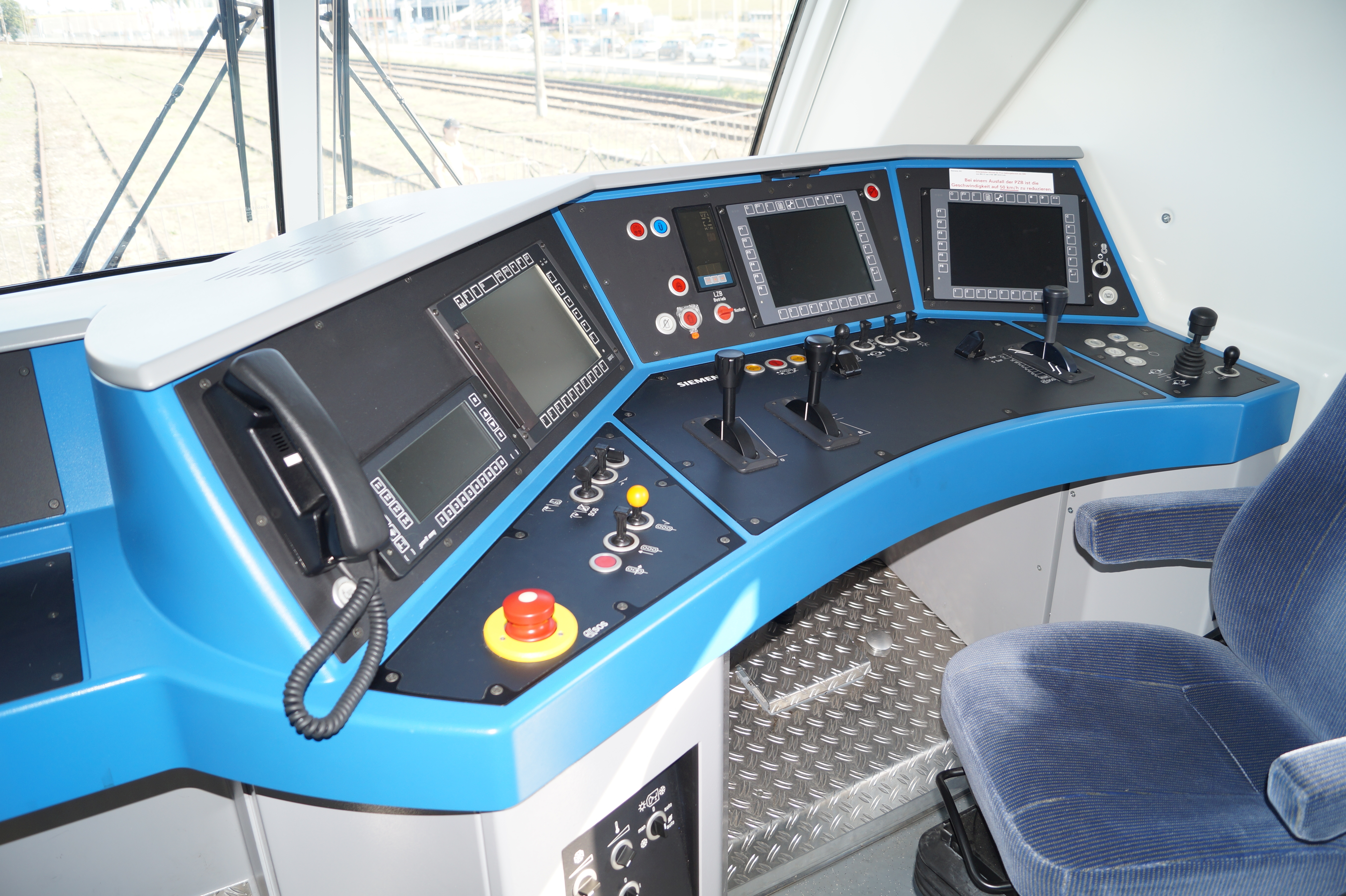
Cabina de conducció de la Vectron MS (193 820) al Trako 2015 de Gdansk

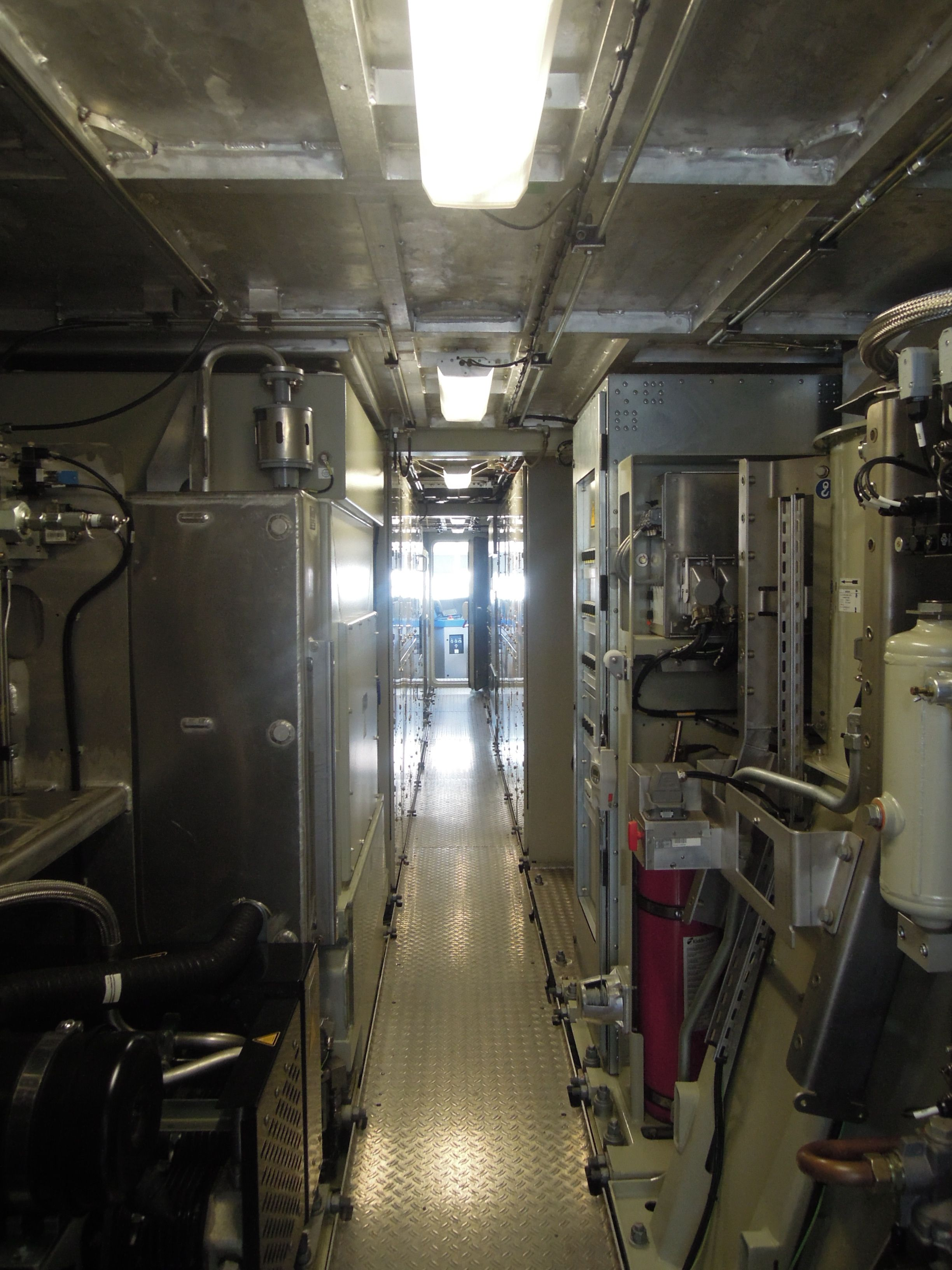
Sala de màquines de la Vectron AC (193 922)

El disseny extern de les locomotores Vectron difereix només lleugerament del de Siemens ES 2007; en particular, s'adopta el mòdul principal corresponent a l'estàndard de xoc, a excepció d'alguns canvis detallats, com ara una càmera de retrovisió en lloc de finestres laterals. A l'interior, però, el nou tipus té una estructura fonamentalment diferent. A diferència de les Bombardier Traxx, la sala de màquines té un passadís central recte, als laterals del qual tots els components tenen un lloc fix. Les línies de control i les canonades d'aire comprimit circulen per un canal situat sota el terra. Els engranatges s'accionen mitjançant eixos de pinyó buits amb molla. Els bogies es guien segons la tradició de Maffei i són comparables als tipus predecessors mitjançant passadors de pivot de construcció poderosa amb una secció rectangular que s'estenen molt cap avall. Transfereix totes les forces en la direcció longitudinal i transversal. El travesser necessari per fer-ho en el marc del bogie és el motiu dels eixos de bogies més grans en comparació amb les locomotores Bombardier Traxx. Els marcs de bogies corresponen als dels predecessors ES64U2 (ÖBB 1016, 1116, DB 182), ES64U4 (ÖBB 1216 i idèntiques) i malgrat el diàmetre de roda més petit de l' ES64F4 (DB 189). En contrast amb les variants Taurus, però, la "transmissió d'alt rendiment amb eix de fre suspès" (HAB), a diferència de l'ES64F4, l'espai d'instal·lació necessari per a això no es va mantenir lliure. Això es reconeix externament pels frens de disc de la roda possibles. Els bogies per a via ampla estan dissenyats de manera que els jocs de rodes es puguin arribar a instal·lar fins a 1676 mm.
La massa operativa de la locomotora de quatre eixos és d'entre 80 i 90 tones, segons la versió. Les carrosseries estan preparades per a la instal·lació dels acoblaments amortidors centrals UIC i d'acoblaments comparables en altures europees. La possibilitat es va utilitzar per primera vegada amb les locomotores de la sèrie VR Sr3 per a Finlàndia. Les locomotores Vectron es poden equipar amb tots els sistemes nacionals de control de trens i ETCS necessaris a Europa. El seient del conductor per a totes les locomotores es troba a la dreta en el sentit de la marxa.
Inicialment, es van desenvolupar quatre versions elèctriques i una dièsel-elèctrica de la plataforma de locomotores sense comanda dels clients. En 2018 també es va presentar una locomotora de dos motors. Les variants són:
- Vectron MS: locomotora multisistema amb 6400 kW (~) / 6000 kW (3r kV =) / 3500 kW (1,5 kV =)[11] potència i 160 o 200 km/h de velocitat màxima
- Vectron high power de corrent altern: locomotora de corrent altern amb 6400 kW de potència i 160 o 200 km/h de velocitat màxima (designació BR193 de la DB)
- Vectron de medium power de corrent altern: locomotora de CA amb 5600 kW de potència i 160 km/h de velocitat màxima
- Vectron de medium power de corrent continu: locomotora de CC amb 5200 kW de potència i 160 o 200 km/h de velocitat màxima (designació BR191 de la DB)
- Vectron DE: locomotora dièsel-elèctrica amb 2400 kW potència de kW i 160 km/h de velocitat màxima (designació BR247 de la DB)
- Vectron DM: locomotora de dos motors (mode dual) per a 15 kV de tensió CA i motor dièsel amb 2000 kW de potència en rueda i 160 km/h de velocitat màxima (designació BR248 de la DB).

Les locomotores elèctriques s'han dissenyat bàsicament per a 160 km/h. Algunes versions (com s'ha dit anteriorment) es poden actualitzar a 200 km/h.
Una altra opció d'actualització és el mòdul de maniobres que es pot integrar a Vectron AC i DC. Conté un motor dièsel auxiliar amb 180 kW de potència (valors de gasos d'escapament segons la norma IIIb de la UE), amb la qual es pot utilitzar la locomotora en vies no electrificades en serveis de punt a punt (per exemple, per operar connexions de vies sense ajut d'altres locomotores per fer la derivació).
La Vectron DE és la locomotora dièsel de la mateixa família de productes. Té dos passadissos laterals, és aproximadament un metre més llarga que les locomotores elèctriques i els diàmetres de les rodes i els eixos de bogies són una mica més petits. El motor V de setze cilindres MTU 16V 4000 R84 ja compleix la norma IIIB de la UE amb les seves emissions d'escapament.
Les locomotores finlandeses de via ampla tenen les mateixes dimensions que el cos de les locomotores de les versions de via estàndard, però tenen una secció elevada del ventilador per a una refrigeració suficient quan les reixes de ventilació estan gelades. També tenen algunes altres característiques especials: un frontal modificat amb una pantalla contra impactes, finestres laterals de lacabina del conductor amb mirall, un esglaó entre el frontal i la porta de la cabina del conductor en lloc d'una escala d'accés separada i acoblaments per al cable UIC posats al costat dels endolls d'acoblament de la barra del tren. Els espais d'instal·lació de la línia UIC en la versió estàndard, que també estan disponibles per a les carrosseries uniformes, estan cegats. Les locomotores es subministren amb acoblaments d'amortiment central en disseny "Unilink" amb una cadena d'acoblament integrada i amortidors laterals addicionals.
La Siemens Charger (DE) i Amtrak Cities Sprinter (AC) es basen en la plataforma Vectron. Es fabriquen per al mercat nord-americà a la planta Siemens Mobility de Sacramento / Califòrnia. Tots dos tipus són per a 200 km/h de velocitat màxima.

### Especificacions tècniques
|                                       | Vectron MS, AC, DC                                                                 | Vectron DE                                                           | Vectron DM                                                           |
| ------------------------------------- | ---------------------------------------------------------------------------------- | -------------------------------------------------------------------- | -------------------------------------------------------------------- |
| Longitud entre topalls                | 18,98 m                                                                            | 19,98 m                                                              | 19,98 m                                                              |
| amplada                               | 3.01 m                                                                             | 3.02 m                                                               | 3.02 m                                                               |
| alçada                                | 4,25 m                                                                             | 4.22 m                                                               | 4.22 m                                                               |
| Base de l'eix del bogie               | 3000 mm                                                                            | 2700 mm                                                              | 2700 mm                                                              |
| Espai entre pivots                    | 9,50 m                                                                             | 10,80 m                                                              |                                                                      |
| Càrrega per eix                       | màxim 22,5 tones                                                                   | màxim 22 tones                                                       | màxim 22,5 tones                                                     |
| Disposició de rodes                   | Bo'Bo '                                                                            | Bo'Bo '                                                              | Bo'Bo '                                                              |
| Diàmetre de la roda nova / desgastada | 1250 mm / 1160 mm                                                                  | 1100 mm / 1020 mm                                                    | 1100 mm / 1020 mm                                                    |
| Galga                                 | 1435 mm a 1676 mm                                                                  | 1435 mm a 1676 mm                                                    | 1435 mm a 1676 mm                                                    |
| Potència                              | 6.4 MW (~ versió d'alt rendiment) 5.6 MW (~ versió de potència mitjana) 5.2 MW (=) | 2.4 MW motor 2.0 MW al volant                                        | 2.4 MW motor 2.0 MW sobre la roda                                    |
| sforç de tracció inicial              | 300 kN                                                                             | 300 kN                                                               | 300 kN                                                               |
| Força de frenada elèctrica            | 150 kN (opcional 240 kN)                                                           | 150 kN                                                               | 150 kN                                                               |
| Velocitat màxima                      | 160 km / h o 200 km / h                                                            | 160 km / h                                                           | 160 km / h                                                           |
| Propulsió                             | elèctrica                                                                          | dièsel-elèctrica (MTU 16V 4000 R84)                                  | elèctric i dièsel-elèctrica (MTU 16V 4000 R84)                       |
| Transmissió de potència               | accionament parcialment suspès (accionament de l'eix buit del pinyó)               | accionament parcialment suspès (accionament de l'eix buit del pinyó) | accionament parcialment suspès (accionament de l'eix buit del pinyó) |
| Tensió de línia de contacte           | 15 kV, 16,7 Hz ~ 25 kV, 50 Hz ~ 1.5 kV = 3 kV = Diferents variants possibles       | -                                                                    | 15 kV, 16,7 Hz ~                                                     |
| Indicador del vehicle                 | UIC 505-1                                                                          | UIC 505-1                                                            | UIC 505-1                                                            |

## Competidors
Els dos competidors més importants del mercat són Bombardier amb la família TRAXX i Alstom amb la família Prima. Els fabricants Stadler (abans Vossloh) amb la sèrie Euro4000 / Eurodual i Škoda amb la sèrie 109E tenen un paper menor quant a quantitat, però amb una estructura modular i àrees d'aplicació similars. Les novetats poloneses més recents són les locomotores Pesa Gama i Newag Griffin. Totes tenen conceptes modulars similars en els quals es pot utilitzar un únic cos de locomotora per a totes les variants, tant per al transport de mercaderies i de passatgers com per a locomotores dièsel i elèctriques.

## Aprovacions
Les aprovacions de països, que no es poden assignar clarament a la variant de locomotora, es van assumir sobre la base d'una anàlisi comparativa dels països del voltant i dels sistemes actuals de tracció i es troben entre parèntesis a la llista següent.
La variant multisistema està aprovada a Alemanya per a tracció múltiple, tant específica del tipus amb altres locomotores Vectron com en una xarxa mixta amb locomotores de les sèries 120, 152 (ES64F), 182 (ES64U2) i 189 (ES64F4). Es pot utilitzar tant el control de tracció múltiple de divisió temporal (ZDS) com el control de tracció múltiple de divisió temporal (ZMS), ambdues variants del control de trens multiplexos de divisió temporal (ZWS).

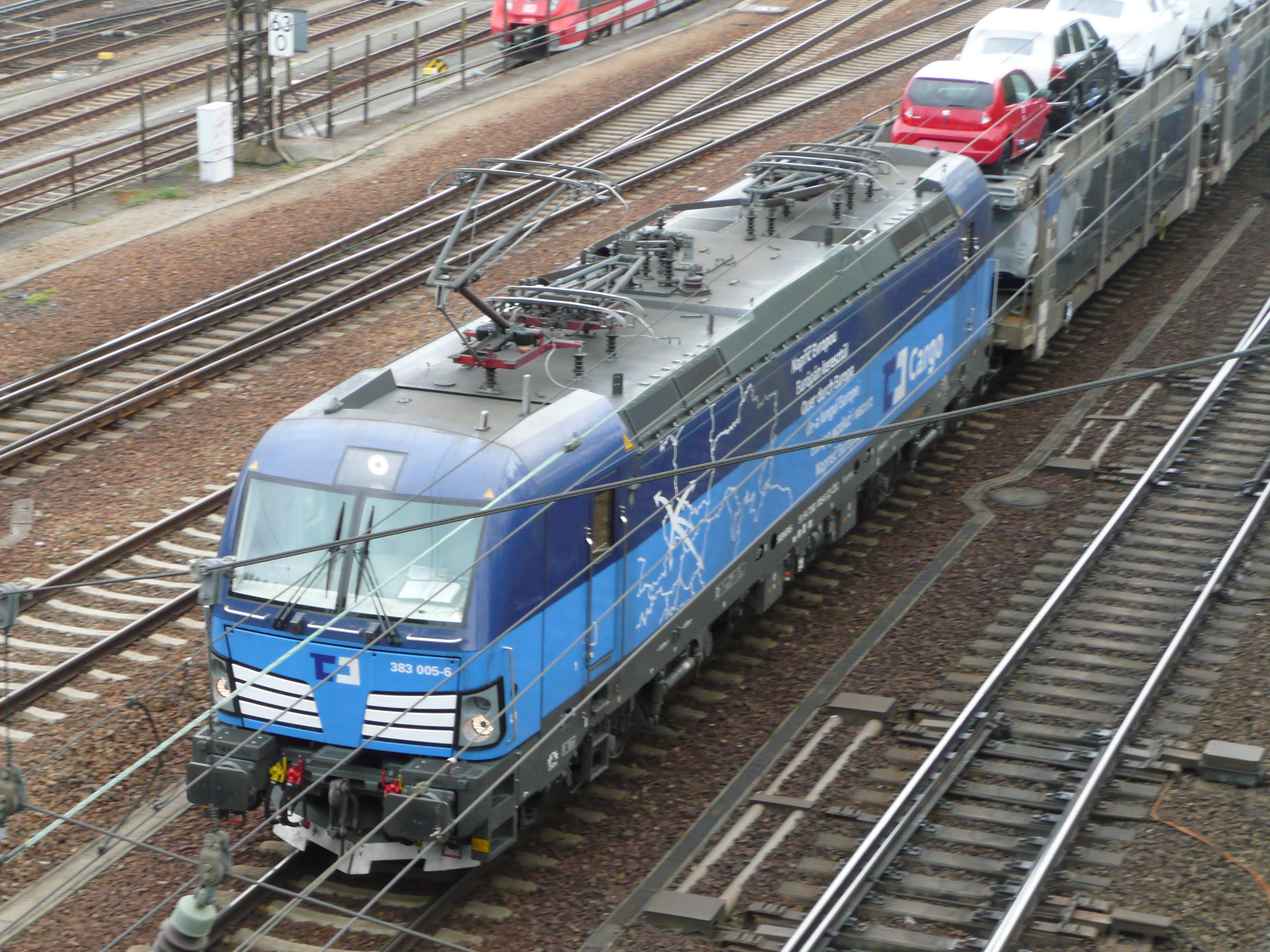
Vectron MS (91 54 7è 383 005) de ČD Càrgo amb tren de mercaderies a l'estació de Dresde (2017)

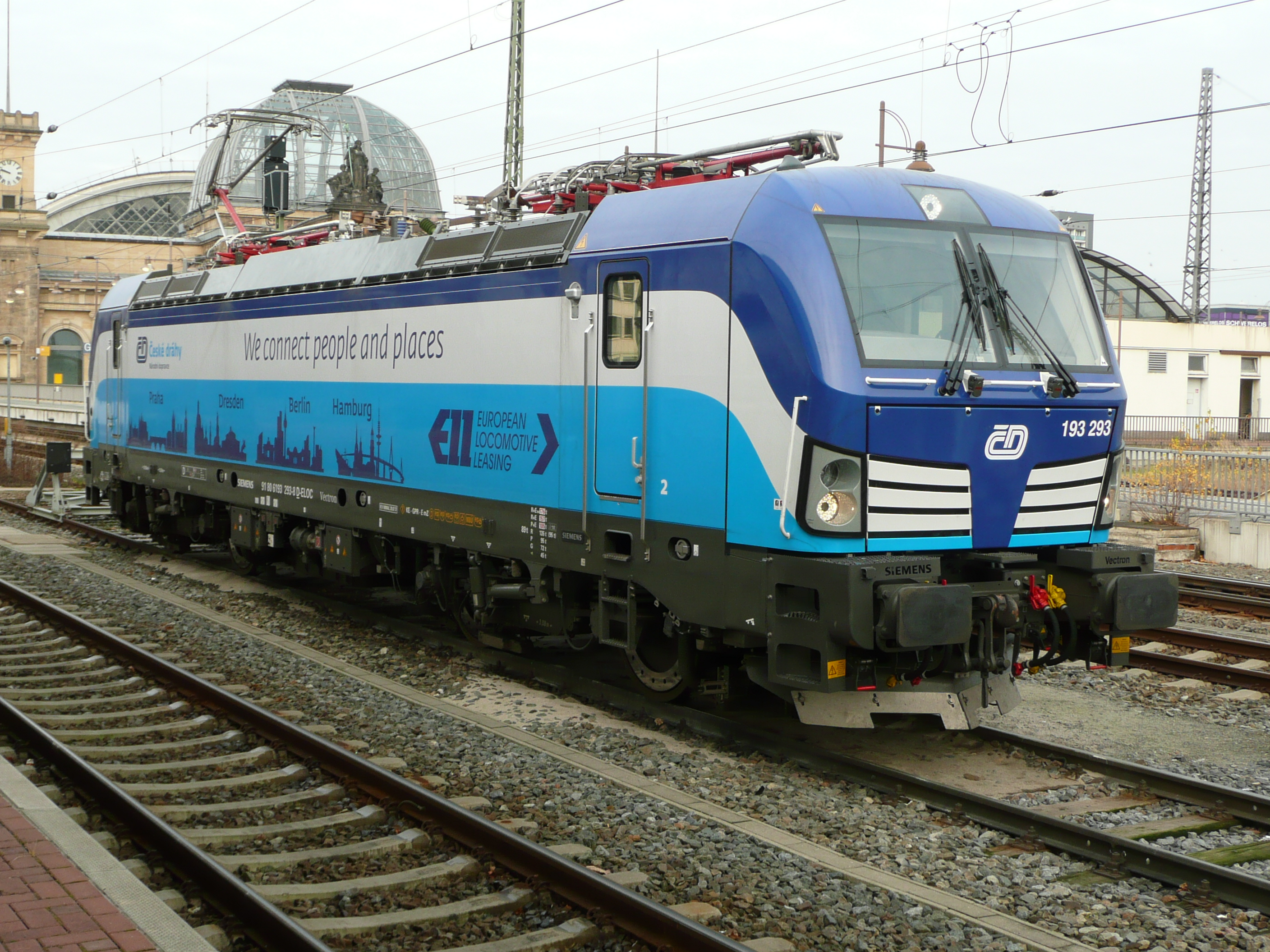
Vectron MS (91 80 6193 293) per cobrir els trens EuroCity de la línia Hamburg - Berlín - Praga a l'estació de Dresden (2017)

| país            | MS  | AC  | DC  | DE | DM | aprovaciónts         |
| --------------- | --- | --- | --- | -- | -- | -------------------- |
| Bèlgica         | x   | (x) | (x) |    |    | [ 1 ]                |
| Bulgària        | (x) | x   |     |    |    | [ 16 ]               |
| Alemanya        | x   | x   |     | x  |    | [ 15 ] [ 17 ] [ 18 ] |
| Finlàndia       |     | x   |     |    |    | [ 19 ]               |
| Itàlia          | x   |     | x   |    |    | [ 20 ] [ 21 ]        |
| Croàcia         | x   | x   |     |    |    | [ 22 ]               |
| Països Baixos   | x   |     |     |    |    | [ 23 ]               |
| Noruega         |     | x   |     |    |    | [ 24 ]               |
| Àustria         | x   | x   |     | x  |    | [ 25 ] [ 26 ]        |
| Polònia         | x   |     | x   |    |    | [ 27 ] [ 28 ]        |
| Romania         | x   | x   |     |    |    | [ 29 ]               |
| Suècia          |     | x   |     |    |    | [ 30 ]               |
| Suïssa          | x   | x   |     |    |    |                      |
| Sèrbia          | x   | (x) |     |    |    |                      |
| Eslovàquia      | x   | x   |     |    |    | [ 31 ]               |
| Eslovènia       | x   |     |     |    |    |                      |
| República Txeca | x   | x   | x   |    |    | [ 32 ]               |
| Turquia         | x   | x   | x   | x  |    | [ 33 ]               |
| Hongria         | x   | x   |     |    |    | [ 34 ]               |

## Clients
| Foto    | Any  | Client                                                 | Nombre | Opció | Tipus | Ample en mm | Mòdul de maniobres | Rebut                | Observacions                                                                                       |
| ------- | ---- | ------------------------------------------------------ | ------ | ----- | ----- | ----------- | ------------------ | -------------------- | -------------------------------------------------------------------------------------------------- |
|         | 2010 | Railpool                                               | 006    | 000   | AC    | 1435        |                    |                      | 193 801–806                                                                                        |
|         | 2012 | LocoItalia                                             | 002    | 000   | DC    | 1435        |                    |                      | 191 002–003                                                                                        |
|         | 2012 | DB Cargo Polska                                        | 023    | 013   | DC    | 1435        |                    |                      | 5 170 035–057                                                                                      |
|         | 2013 | Mitsui Rail Capital Europe (MRCE)                      | 015    | 000   | AC    | 1435        |                    |                      | 193 850–860, 870–873                                                                               |
|         | 2013 | CargoServ                                              | 001    | 000   | AC    | 1435        |                    |                      | 1193 890                                                                                           |
|         | 2013 | boxXpress.de                                           | 004    | 000   | AC    | 1435        |                    | [ 35 ]               | 193 840–841, 880–881                                                                               |
|         | 2013 | Paribus Gruppe                                         | 002    | 000   | AC    | 1435        |                    |                      | 193 921–922                                                                                        |
|         | 2013 | VR-Yhtymä Oy (VR)                                      | 080    | 097   | AC    | 1524        | ×                  |                      | 91 10 3 103 301–331                                                                                |
|         | 2014 | Compagnia Ferroviaria Italiana (CFI)                   | 002    | 000   | DC    | 1435        | Pot ser reequipada |                      | 191 011–012                                                                                        |
|         | 2014 | Europaan Locomotive Leasing (ELL)                      | 012    | 000   | MS    | 1435        |                    |                      | 193 205–207, 214–216, 220–222, 226–227, 239                                                        |
|         | 2014 | Europaan Locomotive Leasing (ELL)                      | 038    | 000   | AC    | 1435        |                    |                      | 193 201–204, 208–213, 217–219, 223–225, 228–238, 240–246, 250–251, 831–832                         |
|         | 2014 | mgw Service                                            | 001    | 000   | AC    | 1435        |                    |                      | 193 845                                                                                            |
|         | 2014 | Railpool                                               | 005    | 000   | AC    | 1435        |                    |                      | 193 810–814                                                                                        |
|         | 2014 | Mitsui Rail Capital Europe (MRCE)                      | 020    | 000   | AC    | 1435        |                    |                      | 193 600–606, 861–867, 874–879                                                                      |
|         | 2014 | boxXpress.de                                           | 004    | 000   | AC    | 1435        |                    |                      | 193 842–843, 882–883                                                                               |
|         | 2014 | Wiener Lokalbahnen Cargo (WLC)                         | 001    | 000   | AC    | 1435        |                    |                      | 1193 980                                                                                           |
|         | 2015 | Prüfcenter Wegberg-Wildenrath                          | 001    | 000   | DE    | 1435        | •                  |                      | 247 901                                                                                            |
|         | 2015 | BLS Cargo AG                                           | 015    | 000   | MS    | 1435        |                    |                      | 91 85 4 475 401–415                                                                                |
|         | 2015 | ENON & Eisenbahngesellschaft Potsdam (EGP)             | 001    | 000   | AC    | 1435        |                    | [ 36 ]               | 193 848                                                                                            |
|         | 2015 | ITL Eisenbahngesellschaft                              | 006    | 000   | MS    | 1435        |                    |                      | 193 891–896                                                                                        |
|         | 2015 | PKP Cargo                                              | 020    | 000   | MS    | 1435        |                    | [ 37 ] [ 38 ]        | 5 370 013–027, 029–033                                                                             |
|         | 2015 | Mitsui Rail Capital Europe (MRCE)                      | 011    | 000   | MS    | 1435        |                    | [ 39 ]               | 193 640–650                                                                                        |
|         | 2015 | Mitsui Rail Capital Europe (MRCE)                      | 009    | 000   | AC    | 1435        |                    |                      | 193 607–614, 616                                                                                   |
|         | 2015 | Mitsui Rail Capital Europe (MRCE)                      | 001    | 000   | AC    | 1435        | ×                  |                      | 193 615                                                                                            |
|         | 2015 | Railpool                                               | 003    | 000   | AC    | 1435        |                    | [ 40 ]               | 193 815–817                                                                                        |
|         | 2015 | DB Cargo Italia, angemietet bei Unicredit Leasing      | 008    | 000   | DC    | 1435        |                    | [ 41 ]               | 191 013–020                                                                                        |
| [de→ca] | 2015 | EP Cargo                                               | 001    | 000   | MS    | 1435        |                    | [ 42 ]               | 193 823                                                                                            |
| [de→ca] | 2015 | Prvá Slovenská Železnicná (PSŽ)                        | 001    | 000   | MS    | 1435        |                    | [ 43 ]               | 193 820                                                                                            |
| [de→ca] | 2016 | Lokomotion                                             | 008    | 000   | MS    | 1435        |                    | [ 44 ]               | 193 770–777                                                                                        |
|         | 2016 | Alpha Trains, vermietet an TX Logistik AG Germany      | 010    | 000   | MS    | 1435        |                    | [ 45 ] [ 46 ]        | 193 550–559                                                                                        |
| [de→ca] | 2016 | ČD Cargo                                               | 005    | 000   | MS    | 1435        |                    | [ 47 ]               | 7 383 001–005                                                                                      |
|         | 2016 | PIMK                                                   | 001    | 000   | AC    | 1435        |                    | [ 48 ]               | 1 380 962                                                                                          |
|         | 2016 | Railpool                                               | 015    | 000   | AC    | 1435        |                    | [ 49 ]               | 193 824–828, 990–999                                                                               |
| [de→ca] | 2016 | Europaan Locomotive Leasing (ELL)                      | 081    | 000   | MS    | 1435        |                    | [ 16 ] [ 50 ]        | 193 256–263, 268–273, 276, 278–283, 285–286, 289–299, 720, 722–752, 754–762, 764–766, 829–830, 839 |
| [de→ca] | 2016 | Europaan Locomotive Leasing (ELL)                      | 020    | 000   | AC    | 1435        |                    |                      | 193 247–249, 252–255, 264–267, 274–275, 277, 284, 287–288, 721, 753, 763                           |
|         | 2016 | Mitsui Rail Capital Europe (MRCE)                      | 010    | 000   | MS    | 1435        |                    | [ 51 ]               | 193 651–660                                                                                        |
|         | 2016 | Hector Rail, angemietet bei Beacon Rail Leasing        | 002    | 000   | AC    | 1435        |                    | [ 52 ]               | 193 923–924                                                                                        |
|         | 2016 | Hector Rail, angemietet bei Beacon Rail Leasing        | 011    | 000   | AC    | 1435        | ×                  | [ 53 ]               | 6 243 103–113                                                                                      |
|         | 2016 | Hector Rail                                            | 007    | 000   | AC    | 1435        | ×                  | [ 53 ]               | 6 243 114–120                                                                                      |
|         | 2016 | mgw Service                                            | 001    | 000   | MS    | 1435        |                    | [ 54 ]               | 193 846                                                                                            |
|         | 2016 | Compagnia Ferroviaria Italiana (CFI)                   | 002    | 000   | DC    | 1435        | Pot ser reequipada | [ 55 ]               | 191 009–010                                                                                        |
|         | 2016 | railCare                                               | 007    | 000   | AC    | 1435        | ×                  | [ 56 ]               | 4 476 451–457                                                                                      |
|         | 2016 | Infraleuna GmbH                                        | 001    | 000   | DE    | 1435        | •                  | [ 57 ]               | 247 907                                                                                            |
|         | 2016 | Mitsui Rail Capital Europe (MRCE)                      | 015    | 000   | MS    | 1435        |                    | [ 58 ]               | 193 661–675                                                                                        |
| [de→ca] | 2017 | SBB Cargo International, angemietet bei der LokRoll AG | 018    | 000   | MS    | 1435        |                    | [ 59 ]               | 91 80 6 193 461-478                                                                                |
| [de→ca] | 2017 | Österreichische Bundesbahnen (ÖBB)                     | 108    | 092   | MS    | 1435        |                    | [ 60 ] [ 61 ] [ 62 ] | 1293 001–080, 173–199                                                                              |
|         | 2017 | Österreichische Bundesbahnen (ÖBB)                     | 000    |       | AC    | 1435        |                    |                      | |
|         | 2017 | Österreichische Bundesbahnen (ÖBB)                     | 000    |       | AC    | 1435        | ×                  |                      | |
| [de→ca] | 2017 | Raaberbahn (GySEV)                                     | 002    | 000   | AC    | 1435        | ×                  | [ 63 ]               | 471 005–006                                                                                        |
|         | 2017 | Raaberbahn (GySEV)                                     | 003    | 000   | MS    | 1435        |                    |                      | 471 500–502                                                                                        |
|         | 2017 | Raaberbahn (GySEV)                                     | 004    | 000   | AC    | 1435        |                    | [ 64 ]               | 471 001–004                                                                                        |
|         | 2017 | Unipetrol Transport                                    | 003    | 000   | MS    | 1435        |                    | [ 65 ]               | 7 383 050–052                                                                                      |
| [de→ca] | 2017 | ITL Eisenbahngesellschaft                              | 008    | 000   | MS    | 1435        |                    | [ 66 ]               | 193 781–786, 193 897–898                                                                           |
|         | 2017 | ČD Cargo                                               | 003    | 000   | MS    | 1435        |                    | [ 67 ]               | 7 383 006–008                                                                                      |
|         | 2017 | Hupac                                                  | 008    | 000   | MS    | 1435        |                    | [ 68 ]               | 193 490–497                                                                                        |
|         | 2017 | InRail                                                 | 001    | 000   | DC    | 1435        |                    |                      | 191 001                                                                                            |
|         | 2017 | InRail                                                 | 001    | 000   | MS    | 1435        |                    |                      | 193 847                                                                                            |
|         | 2017 | InRail                                                 | 001    | 000   | DC    | 1435        | ×                  | [ 69 ]               | 191 100                                                                                            |
| [de→ca] | 2017 | DB Cargo                                               | 060    | 040   | MS    | 1435        |                    | [ 70 ]               | 91 80 6 193 300–359                                                                                |
|         | 2017 | Mitsui Rail Capital Europe (MRCE)                      | 010    | 000   | MS    | 1435        |                    |                      | 193 700–709                                                                                        |
|         | 2017 | Mitsui Rail Capital Europe (MRCE)                      | 020    | 020   | DC    | 1435        |                    |                      | 191 021–040                                                                                        |
|         | 2017 | boxXpress.de                                           | 004    | 000   | MS    | 1435        |                    | [ 71 ]               | 193 833–836                                                                                        |
|         | 2017 | ZSSK, angemietet bei S Rail Lease                      | 020    | 000   | MS    | 1435        |                    | [ 72 ]               | 6 383 101–110, 6 383 201–210                                                                       |
| [de→ca] | 2017 | RDC Autozug Sylt GmbH                                  | 002    | 000   | DE    | 1435        | •                  | [ 73 ]               | 247 908–909                                                                                        |
|         | 2017 | Stern &amp; Hafferl Verkehrsgesellschaft               | 001    | 000   | DE    | 1435        | •                  | [ 74 ]               | 1 247 905                                                                                          |
|         | 2017 | ENON & Eisenbahngesellschaft Potsdam (EGP)             | 001    | 000   | AC    | 1435        |                    | [ 75 ]               | 193 838                                                                                            |
|         | 2018 | Adria Transport                                        | 001    | 000   | MS    | 1435        |                    | [ 76 ]               | 193 822                                                                                            |
|         | 2018 | DMV Cargo Rail                                         | 002    | 000   | AC    | 1435        |                    | [ 77 ]               | 1 080 961, 1 081 972                                                                               |
|         | 2018 | Industrial Division                                    | 001    | 000   | MS    | 1435        |                    | [ 78 ]               | 5 370 028                                                                                          |
|         | 2018 | Danske Statsbaner (DSB)                                | 026    | 000   | AC    | 1435        |                    | [ 79 ]               | |
|         | 2018 | Mitsui Rail Capital Europe (MRCE)                      | 020    | 000   | MS    | 1435        |                    | [ 80 ]               | 193 620–629, 710–719                                                                               |
|         | 2018 | Mitsui Rail Capital Europe (MRCE)                      | 005    | 000   | DC    | 1435        |                    |                      | 191 041–042                                                                                        |
|         | 2018 | Srbija Kargo                                           | 016    | 000   | MS    | 1435        |                    | [ 81 ] [ 82 ]        | 193 903–918                                                                                        |
|         | 2018 | LocoItalia                                             | 004    | 015   | DC    | 1435        | ×                  | [ 83 ]               | 191 101−104                                                                                        |
|         | 2018 | EP Cargo                                               | 001    | 000   | MS    | 1435        |                    | [ 84 ]               | 193 844                                                                                            |
|         | 2018 | RTB Cargo                                              | 003    | 000   | MS    | 1435        |                    | [ 85 ]               | 193 791–793                                                                                        |
|         | 2018 | ČD Cargo                                               | 004    | 000   | MS    | 1435        |                    | [ 86 ]               | 7 383 009–012                                                                                      |
|         | 2018 | EP Cargo                                               | 003    | 007   | MS    | 1435        |                    | [ 87 ]               | 7 383 060–062                                                                                      |
|         | 2019 | DB Cargo                                               | 044    | 056   | MS    | 1435        |                    | [ 88 ] [ 89 ]        | 91 80 6 193 360–399, 193 560–563                                                                   |
|         | 2019 | Slovenská plavba a prístavy (SPAP) / Budamar Group     | 005    |       | MS    | 1435        |                    | [ 90 ] [ 91 ]        | 383 211–215                                                                                        |
| [de→ca] | 2019 | Advanced World Transport (AWT)                         | 003    |       | MS    | 1435        |                    | [ 92 ]               | 7 383 053–055                                                                                      |
|         | 2019 | Metrans                                                | 010    |       | MS    | 1435        |                    |                      | 7 383 401–410                                                                                      |
|         | 2019 | Rail Transport Service (RTS)                           | 002    | 000   | DE    | 1435        | •                  | [ 93 ]               | 247 902–903                                                                                        |
|         | 2019 | Industrial Division                                    | 005    |       | MS    | 1435        |                    | [ 94 ]               | |
|         | 2019 | InRail                                                 | 001    | 000   | DC    | 1435        |                    |                      | 191 004                                                                                            |
| [de→ca] | 2019 | SBB Cargo International, angemietet bei der SüdLeasing | 020    | 020   | MS    | 1435        |                    | [ 95 ]               | 91 80 6 193 516–535                                                                                |
|         | 2019 | BLS Cargo AG                                           | 025    | 000   | MS    | 1435        |                    | [ 96 ]               | 91 85 4 475 416–440                                                                                |
|         | 2019 | Laude                                                  | 001    |       | MS    | 1435        |                    | [ 97 ]               | |
|         | 2019 | Railtrans International (RTI)                          | 002    |       | MS    | 1435        |                    | [ 98 ]               | 383 111–112                                                                                        |
|         | 2019 | Raaberbahn (GySEV)                                     | 001    | 000   | MS    | 1435        |                    | [ 99 ]               | 193 837                                                                                            |
|         | 2019 | Railsystems RP GmbH                                    | 002    | 000   | DM    | 1435        | •                  | [ 100 ]              | 248 001–002                                                                                        |
|         | 2019 | RTB Cargo                                              | 002    | 000   | MS    | 1435        |                    | [ 101 ]              | 193 564–565                                                                                        |
|         | 2019 | WRS Widmer Rail Services AG                            | 002    | 000   | MS    | 1435        |                    | [ 102 ]              | |
|         | 2019 | Danske Statsbaner (DSB)                                | 008    | 000   | AC    | 1435        |                    | [ 1 ]                | |
|         | 2020 | GTS Rail                                               | 003    | 000   | DC    | 1435        |                    | [ 103 ]              | 191 043–045                                                                                        |
|         | 2020 | Mindener Kreisbahnen                                   | 002    | 000   | DM    | 1435        | •                  | [ 104 ]              | |
|         | 2020 | Danske Statsbaner (DSB)                                | 008    | 000   | AC    | 1435        |                    |                      | |
|         | 2020 | ČD Eisenbahnversuchsring Velim                         | 001    | 000   | MS    | 1435        |                    | [ 105 ]              | 193 902                                                                                            |
|         | 2020 | ENON & Eisenbahngesellschaft Potsdam (EGP)             | 002    | 000   | DE    | 1435        | •                  | [ 106 ]              | 247 904, 906                                                                                       |
|         | 2020 | Mitsui Rail Capital Europe (MRCE)                      | 002    | 000   | MS    | 1435        |                    | [ 107 ]              | 193 618–619                                                                                        |
|         | 2020 | boxXpress.de                                           | 004    | 000   | MS    | 1435        |                    | [ 108 ]              | 193 536–539                                                                                        |
|         | 2020 | Unipetrol Transport                                    | 004    | 000   | MS    | 1435        |                    | [ 109 ]              | |
|         |      | Total                                                  | 1012   | 360   |       |             |                    |                      | |

Plantilla:FNBox

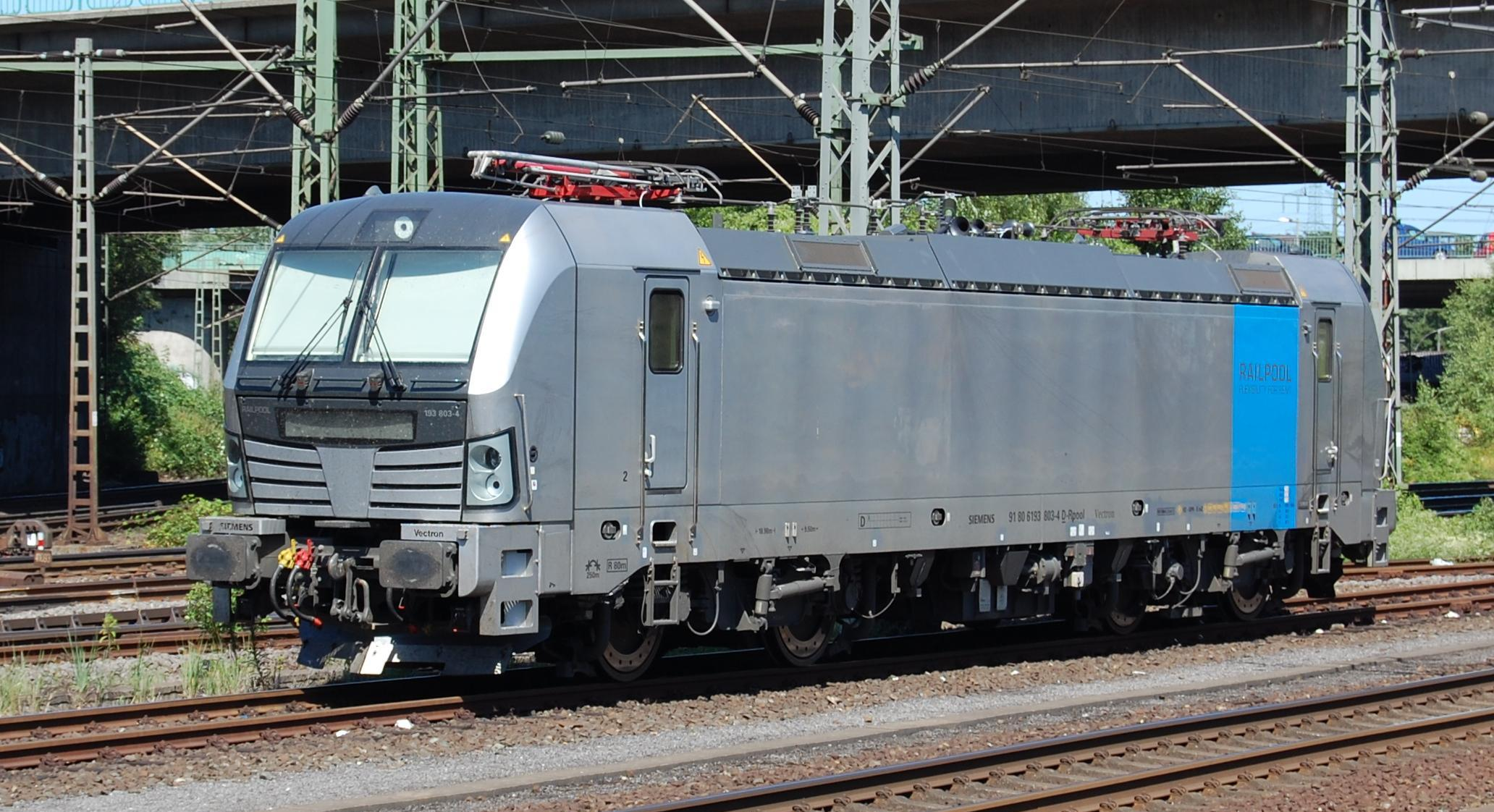
Vectron AC (193 803) de Railpool a Hamburg-Harburg
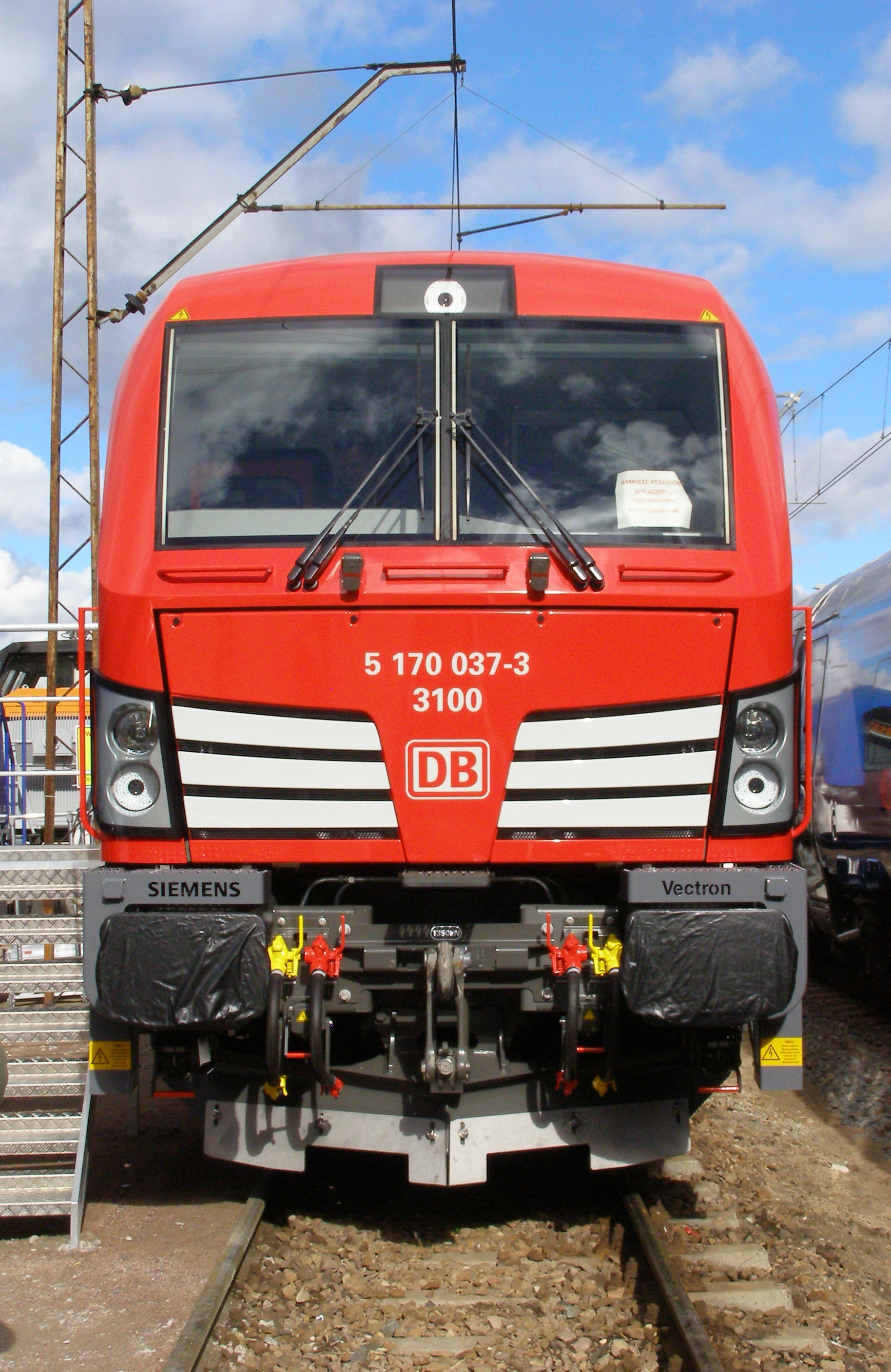
Vectron DC (5 170 037) per a DB Cargo Polònia al Trako 2013 a Gdansk
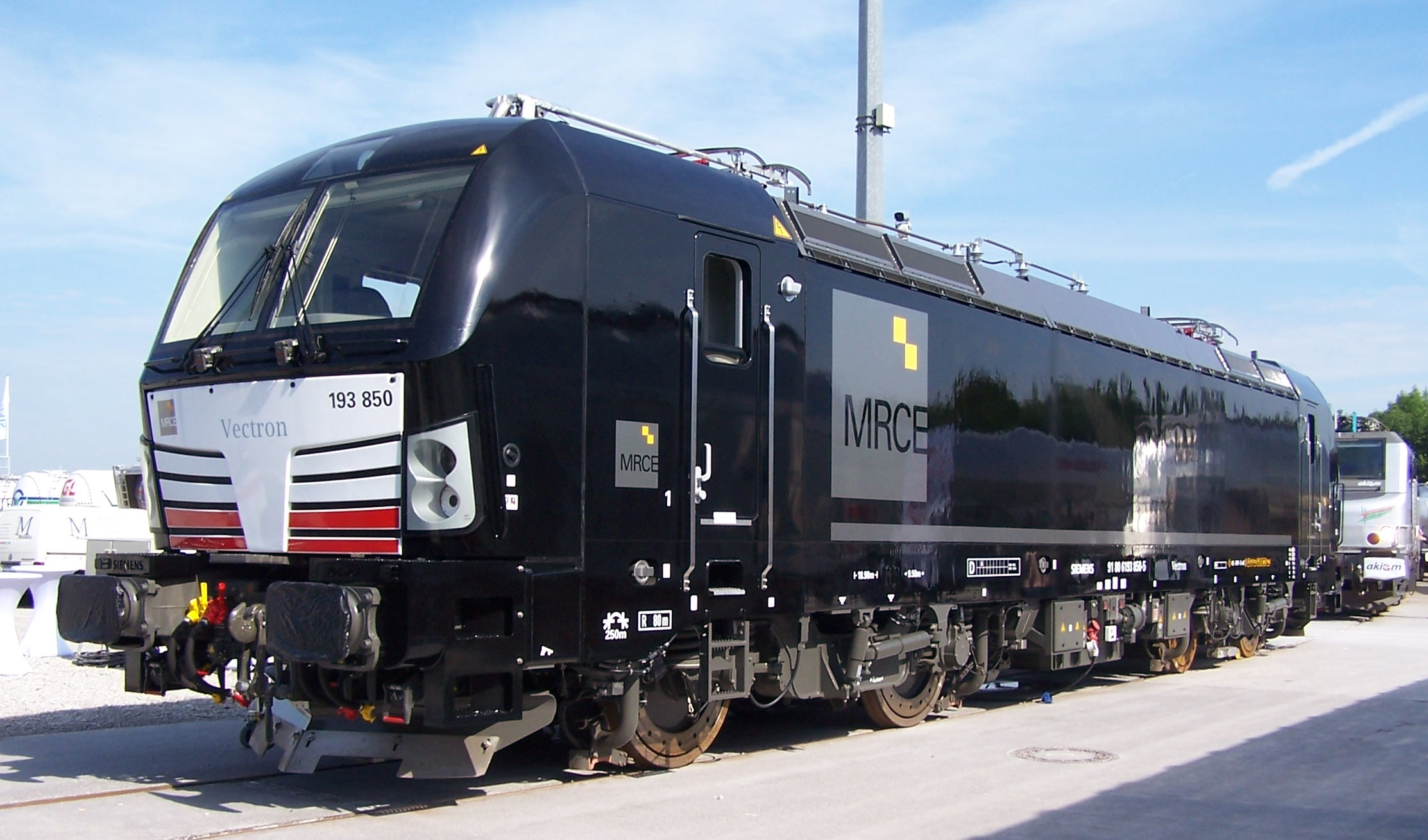
Vectron AC (193 850) per a MRCE al Transport logístic de Múnic (2013)
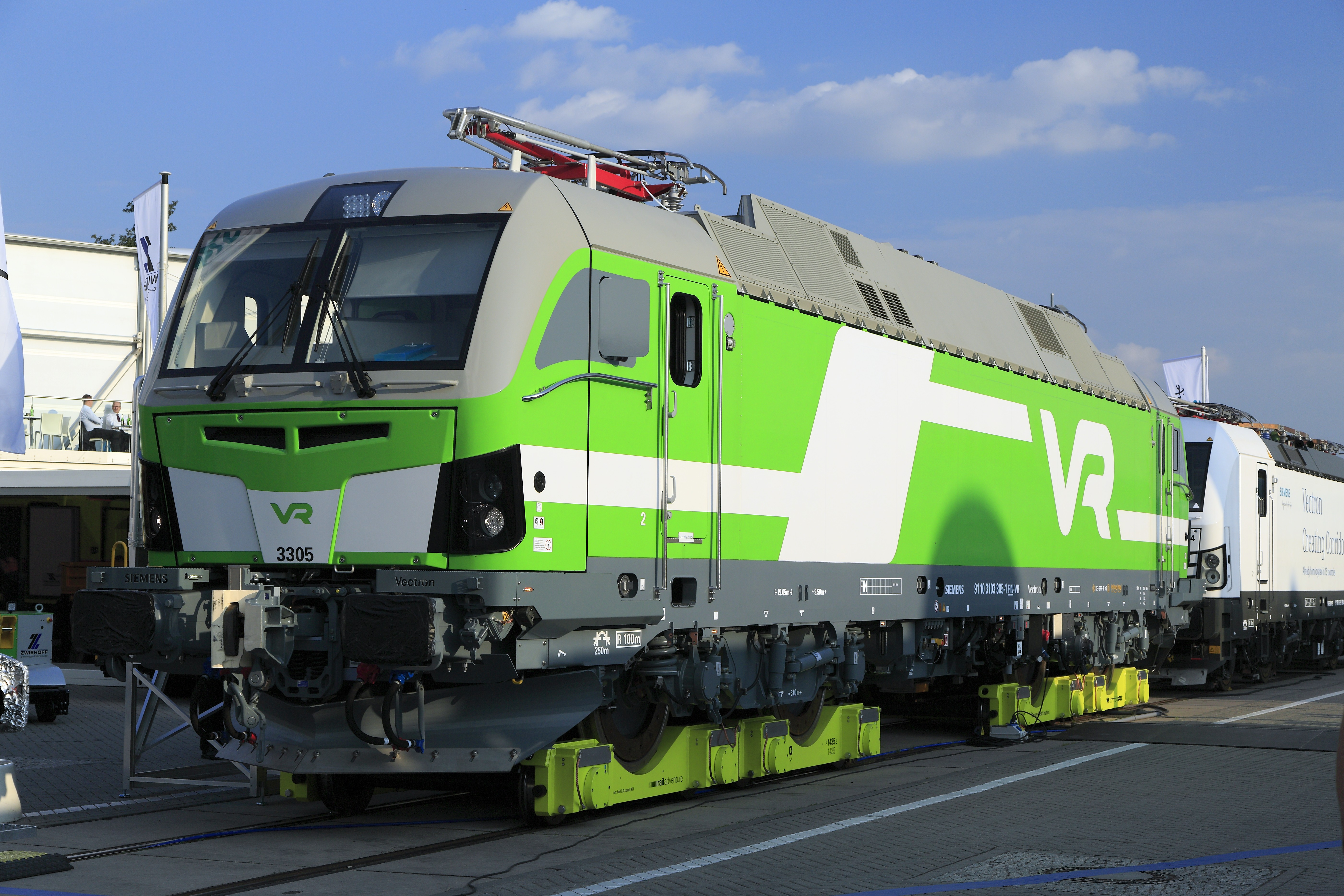
Vectron AC (3 103 305) a InnoTrans 2016 en Berlin de via ampla a sobre de carros transportadors (Loco Buggy)
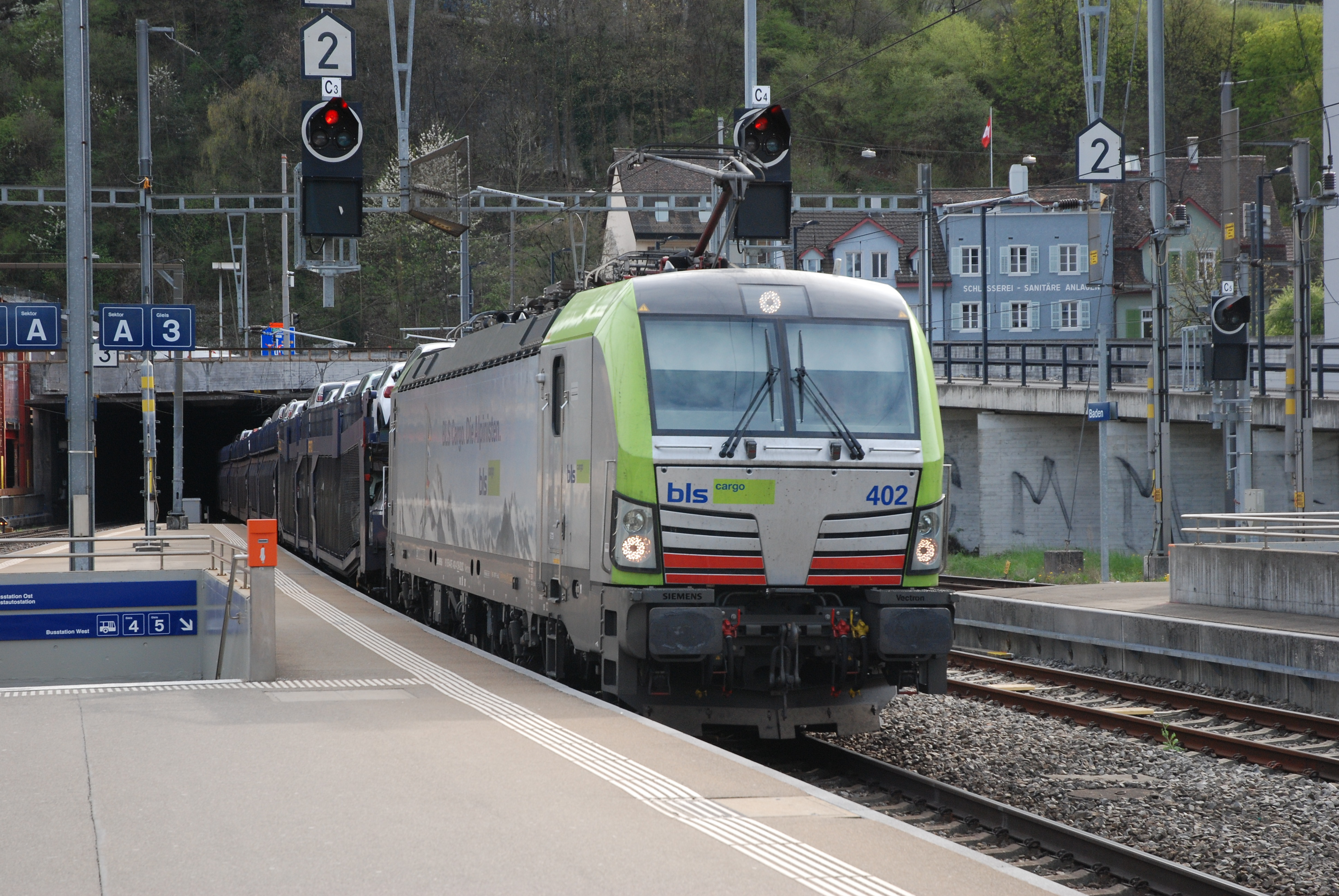
Vectron MS (4 475 402) de BLS Cargo a Baden (Suïssa)